# Astragalus hypoleucus
Astragalus hypoleucus är en ärtväxtart som beskrevs av Sebastian Schauer. Astragalus hypoleucus ingår i släktet vedlar, och familjen ärtväxter. Inga underarter finns listade i Catalogue of Life.